# Anaspis longispina
Anaspis longispina es una especie de coleóptero de la familia Scraptiidae.

## Distribución geográfica
Habita en el Báltico.